# Simon Carr (Radsportler)
Simon Francis Carr (* 29. August 1998 in Hereford) ist ein britischer Radrennfahrer.

## Sportlicher Werdegang
2011 begann Simon Francis mit dem Radsport auf dem Mountainbike, auf einem Stahlrad, das – wie er in einem Interview sagte – wahrscheinlich älter war als er selbst. 2013 fuhr er erste Rennen auf der Straße.
2017 gewann Carr drei Etappen der Tour de la Martinique, im Jahr darauf jeweils eine Etappe der Vuelta da Bidasoa und der Vuelta a Navarra sowie die Gesamtwertung der Volta Provincia de Valencia. Ab August 2019 fuhr er ls Stagiaire beim Team Delko Marseille Provence, ab August 2020 fuhr er dort mit einem regulären Vertrag. 2020 gewann Simon Carr das Eintagesrennen Prueba Villafranca de Ordizia und entschied die Nachwuchswertung der Portugal-Rundfahrt für sich.
2021 erhielt er einen Vertrag beim Team EF Education-Nippo und ging Anfang Mai im Rahmen des Giro d’Italia seiner ersten Grand Tour an den Start, die er als 66. beendete. Im Juni entschied er die  Nachwuchswertung der Route d’Occitanie für sich, ehe er in seiner ersten Saison bei einem UCI WorldTeam auch die Vuelta a España in Angriff nahm. 2023 gewann er jeweils eine Etappe der Tour of the Alps, Route d’Occitanie und Tour de Langkawi, bei der er seinen ersten Gesamtsieg feierte. Mit der Trofeo Calvià siegte er im Jahr 2024 bei seinem ersten Saisonrennen. Im Vorfeld des Giro d’Italia 2024 gewann er eine Etappe und die Bergwertung der Tour of the Alps, musste die Italien-Rundfahrt jedoch bereits am 3. Etappentag aufgeben.

## Erfolge
2020
- Prueba Villafranca de Ordizia
- Nachwuchswertung Portugal-Rundfahrt

2021
- Nachwuchswertung Route d’Occitanie

2023
- eine Etappe Tour of the Alps
- eine Etappe Route d’Occitanie
- Gesamtwertung und eine Etappe Tour de Langkawi

2024
- Trofeo Calvià
- Bergwertung und eine Etappe Tour of the Alps

## Grand Tour-Platzierungen
| Grand Tour            | 2021 | 2022 | 2023 | 2024 |
| --------------------- | ---- | ---- | ---- | ---- |
| Giro d’ItaliaGiro     | 66   | DNF  | –    | DNF  |
| Tour de FranceTour    | –    | −    | –    | –    |
| Vuelta a EspañaVuelta | DNF  | −    | –    | –    |